# 阿比讓地鐵
阿比让地铁（法语： Métro d'Abidjan ）是科特迪瓦经济首都阿比让在建的轨道交通系统，目前规划有2条线路，计划为整个阿比让都市圈服务。其第一条线路1号线于2017年11月开工建设。 。1号线是从阿尼亞馬中心通往阿比让费利克斯·乌弗埃-博瓦尼国际机场的南北向线路，共设20个车站，最初计划由法国和韩国联合承建。     2017年10月，韩方退出建设后，转交予布依格、阿尔斯通和凯奥雷斯三家法国企业全权负责建设。原计划于2022-2023年开通， 但受新冠疫情影响，线路的开通日期被推迟到不晚于2028年。 
由于地下建设成本较高，1号线大部分路段采用了高架结构。该线路计划采用具备部分自动化功能的列车，最高时速约80公里，最小发车间隔为2分钟，预计日均运送乘客约50万人次。 1号线的建设将耗资约9200亿非洲金融共同體法郎（约合1.4亿欧元），主要由法国财政部和法国开发署提供资金支持。 
此外，在2018年，科特迪瓦政府还规划了从约普贡通往班熱維爾的东西向新线路2号线。 

## 列车

#### 阿爾斯通大都會型列車
阿比让政府已与法国机车车辆制造商阿尔斯通签订合同，为前者供应20列配备CBTC系统、每列五节车厢的大都会列车。 